# Дювилляр, Робен
Робе́н Дювилля́р (фр. Robin Duvillard; род. 22 декабря 1983, Гренобль) — французский лыжник, бронзовый призёр Олимпийских игр 2014 года в эстафете. Специалист дистанционных гонок.
В Кубке мира Дювилляр дебютировал в феврале 2004 года, в декабре 2009 года впервые попал в десятку лучших на этапе Кубка мира. Всего на сегодняшний день имеет на своём счету 4 попадания в десятку лучших на этапах Кубка мира, 3 в эстафетах и 1 в личной гонке. Лучшим достижением Дювилляра в общем итоговом зачёте Кубка мира является 51-е место в сезоне 2010/11.
На Олимпиаде-2010 в Ванкувере занял 50-е место в скиатлоне 15+15 км.
Участник трёх чемпионатов мира.
Использует лыжи и ботинки производства фирмы Rossignol.